# Tolga (Biskra)
Pour les articles homonymes, voir Tolga.
Tolga (en arabe طولڨة et en berbère ⵜⴰⵍⴳⴰ) est une ville et daïra située dans la wilaya de Biskra dans le nord-est du Sahara algérien.
Tolga est une des cités les plus anciennes des Ziban, elle fait figure de capitale locale du Zab Gharbi. Elle est surtout connue pour sa variété de dattes, appelée Deglet Nour.

## Toponyme
Tolga est probablement en rapport avec le nom d'une plante, issu de la racine LG, ou WLG, en relation avec la forme du nom au Moyen Âge aleggi, pluriel ilegga, « jonc d'une grande espèce ».
Selon une autre hypothèse, le nom de Tolga serait d'origine romaine, Taloucht.

## Géographie

### Situation
Tolga est située à 36 km à l'ouest de Biskra, sur la route nationale 4. Elle est le centre du Zab Rharbi .
|                                                   | Bitam, M'doukal (wilaya de Batna) |           |
| Zarzour, Ouled Slimane (wilaya de M'Sila)         | Tolga                             | El Outaya |
| Ech Chaïba, Bordj Ben Azzouz, Foughala, El Ghrous | Bouchagroune, Lichana, Lioua,     | El Hadjeb |

### Localités de la commune
Lors du découpage administratif de 1984, la commune de Tolga est composée des localités et lieux-dits suivants :
- Tolga
- Farfar
- Mazouchia
- Selga
- Megsem
- Bir Labreche

### Climat
Le climat à Tolga, est désertique et très sec. La classification de Köppen est de type BWh. La température moyenne est de 21 °C et la moyenne des précipitations annuelles ne dépasse pas 150 mm.
| Mois                              | jan. | fév. | mars | avril | mai  | juin | jui. | août | sep. | oct. | nov. | déc. | année |
| --------------------------------- | ---- | ---- | ---- | ----- | ---- | ---- | ---- | ---- | ---- | ---- | ---- | ---- | ----- |
| Température minimale moyenne (°C) | 5,1  | 6,9  | 9    | 13    | 17,6 | 22,6 | 25,7 | 25,3 | 21,6 | 15,5 | 10   | 6    |       |
| Température moyenne (°C)          | 10,3 | 12   | 15   | 20    | 24,6 | 29,5 | 32,9 | 32   | 27,7 | 21,3 | 15,3 | 11   | 21    |
| Température maximale moyenne (°C) | 15,5 | 17,6 | 21,7 | 26    | 31,6 | 36,4 | 40   | 39   | 33,8 | 27   | 20,6 | 16,2 |       |
| Précipitations (mm)               | 13   | 10   | 15   | 10    | 13   | 6    | 2    | 4    | 16   | 17   | 19   | 13   | 138   |

| Diagramme climatique                                  |           |         |        |            |           |         |         |            |          |          |         |
| J                                                     | F         | M       | A      | M          | J         | J       | A       | S          | O        | N        | D       |
| 15,55,113                                             | 17,66,910 | 21,7915 | 261310 | 31,617,613 | 36,422,66 | 4025,72 | 3925,34 | 33,821,616 | 2715,517 | 20,61019 | 16,2613 |
| Moyennes : • Temp. maxi et mini °C • Précipitation mm |           |         |        |            |           |         |         |            |          |          |         |

## Histoire

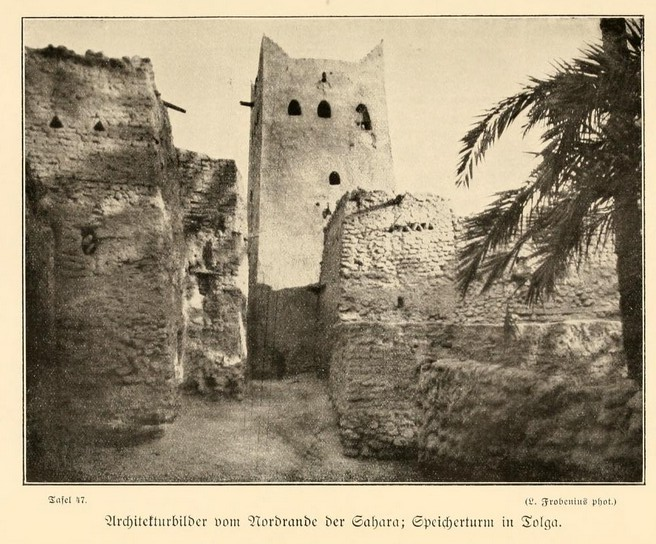
Tolga en 1911.

Tolga est l'une des plus anciennes cités de la région des Zibans. La ville est fondée par les Numides à proximité d'une source thermale. Elle devient probablement un castellum romain. Les Byzantins l'ont fortifiée, des vestiges de murailles ont été retrouvés à l'ouest de la forteresse.
Elle devient une cité importante au viiie et ixe siècles, entourée d'un rempart et d'un fossé, d'après Al-Bakri. Le géographe et historien andalou le décrit ainsi : « Tolga située au nord de Bentious, se compose de trois villes [...]  Aux alentours on remarque plusieurs ruisseaux et un grand nombre de jardins remplis d’oliviers, de vignes, de dattiers et toutes les autres espèces d’arbres fruitiers ».
Au XIVe siècle, elle est l'une des localités les plus connues du Zâb et le centre du Zâb occidental.
La région de Tolga résista à la conquête française en animant l'insurrection des Zaatchas, en 1849, conduite par Cheikh Bouziane ; puis la révolte d'El-Amri en 1876 menée par Mohamed Ben Yahia et Ahmed Ben Ayache.

## Démographie
Selon le recensement général de la population et de l'habitat de 2008, la population de la commune de Tolga est évaluée à 55 809 habitants contre 42 316 habitants en 1998, dont 50 575 habitants dans l'agglomération chef-lieu.
La ville a connu un accroissement urbain important. La croissance démographique était très rapide après l'indépendance (9,4 % de moyenne annuelle entre 1966 et 1987), puis connaît un ralentissement très sensible (3,3 % entre 1987 et 2008). Les immigrants sont majoritairement originaires des petites villes-relais de la région et des petites oasis environnantes, attirés par le développement du secteur agricole.
| 1977   | 1998   | 2008   |
| ------ | ------ | ------ |
| 14 921 | 39 847 | 50 575 |

## Économie
Tolga est connue pour la grande qualité de ses dattes, la Deglet nour connue mondialement. Elle dispose d'une vaste palmeraie, on y trouve plus de 500 000 palmiers dattiers dont la plupart des récoltes sont exportées. L'agriculture fait travailler un grand nombre de jeunes entre saisonniers et permanents.
Elle est l'une des communes leaders en matière de production de dattes en Algérie 241 000 qx en 2011. La ville d'où est originaire la Deglet Nour a obtenu le label bio et s'exporte vers plusieurs pays, dont ceux de l'Union européenne et les États-Unis. La deglet nour de Tolga obtient, en 2016, de même que la figue sèche de Beni Maouche, le premier label IG (Indication géographique) en Algérie.
Elle est le chef-lieu de la daïra du même nom et polarise autour d'elle comme relais de Biskra. Elle est considérée, par son importance économique, comme la capitale du Zab occidental ou Zab Gharbi. En sus des dattes, on trouve à Tolga des paysages agricoles variés modernes avec des cultures sous serre. La modernisation agricole mène au déclin de l'oasis traditionnelle. Toutes les exploitations modernes pratiquent la phœniciculture, possèdent des serres ou bien font les deux, leurs cultures sont irriguées par le système du goutte-à-goutte.

Oasis de Tolga
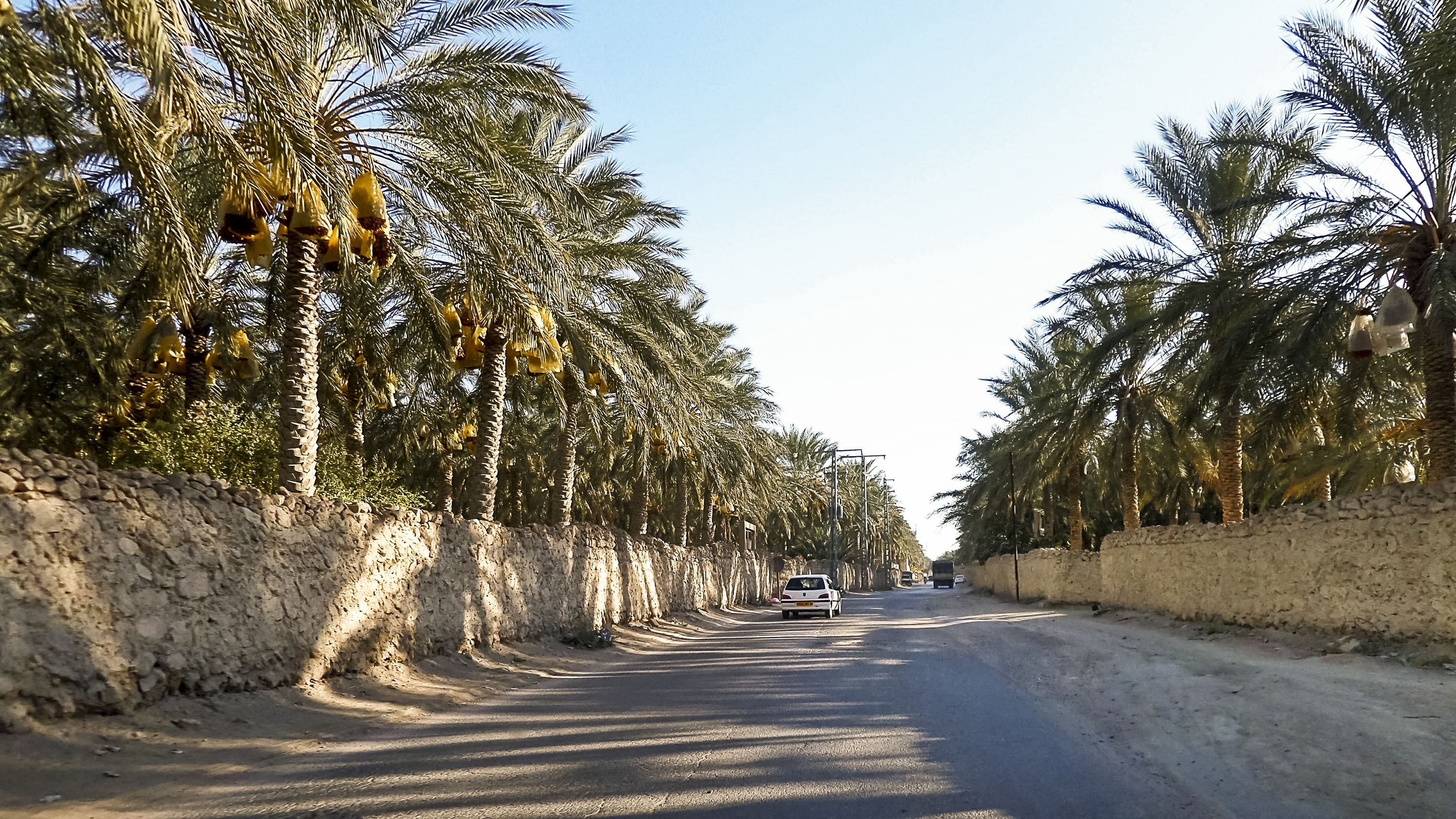
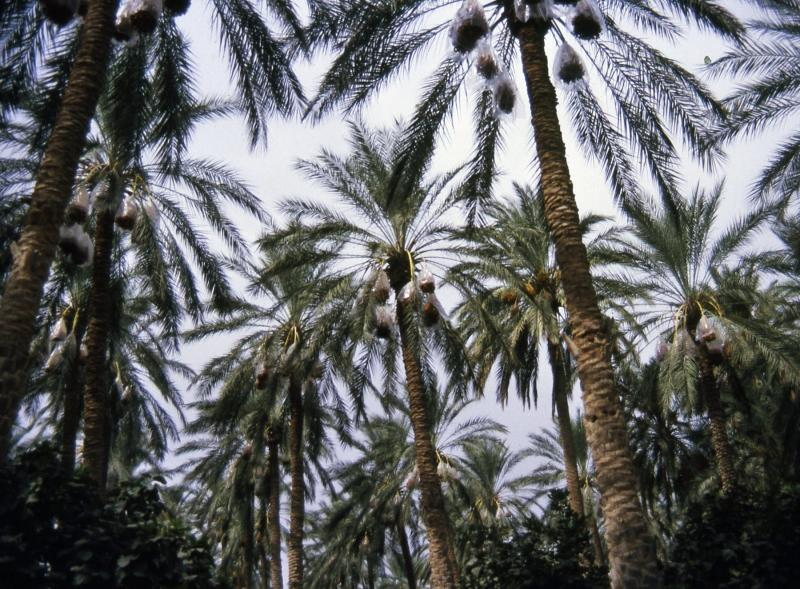
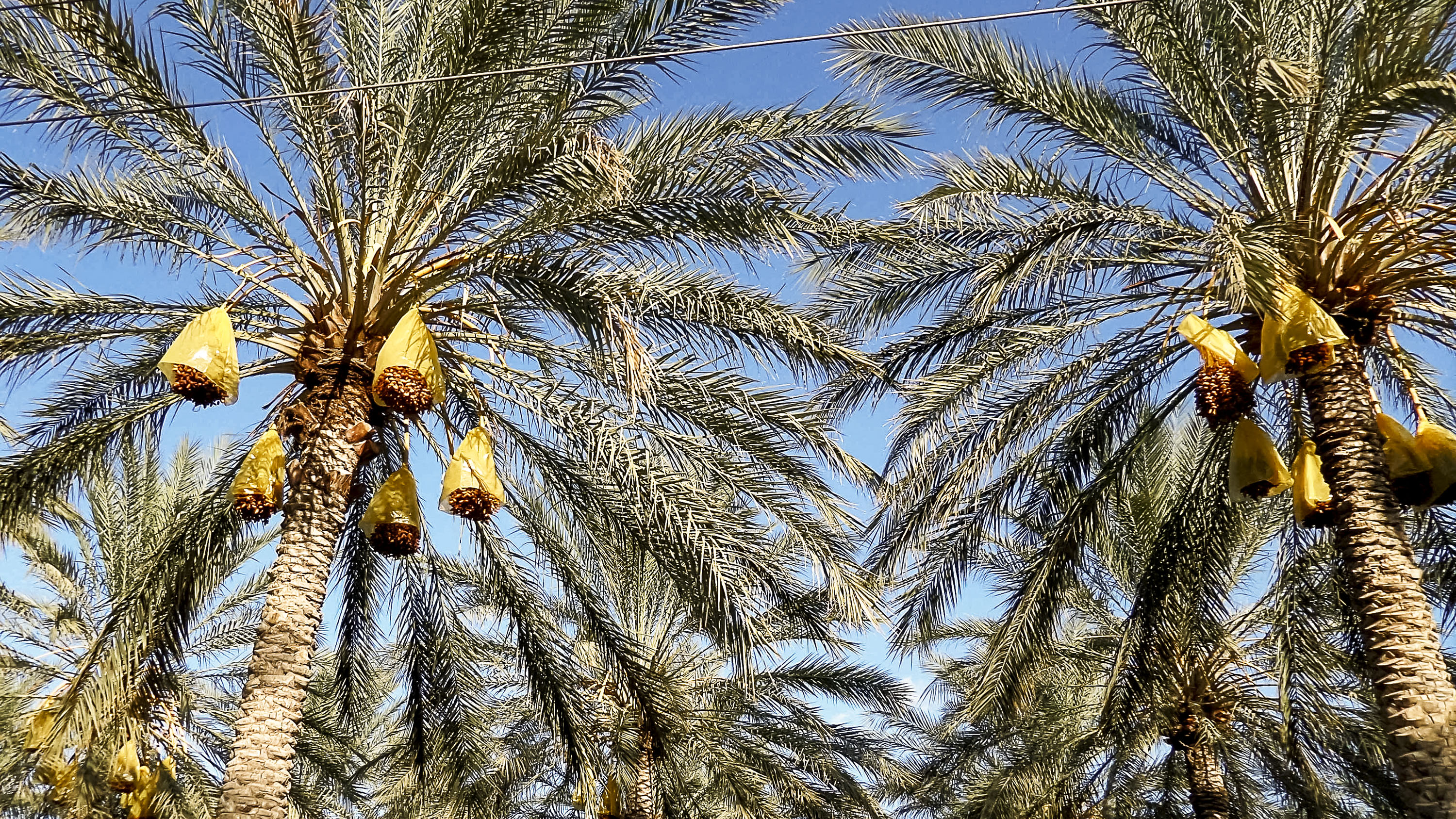

## Culture

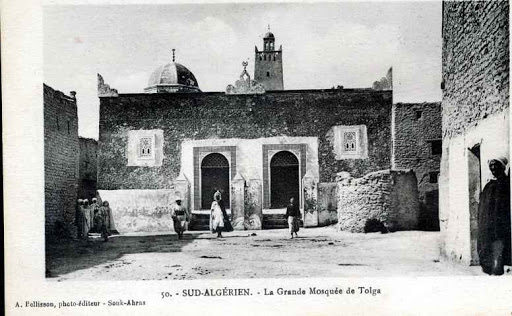
La grande mosquée de Tolga.

### Patrimoine religieux
Tolga passe aussi pour une cité intellectuelle, avec sa zaouia El Athmania ou Ali Benamor qui possède, dans sa bibliothèque, plus d'un millier de manuscrits. Ces écrits portent sur divers domaines dont le Fiqh notamment selon le rite malékite, l'exégèse coranique, le hadith, l'histoire, la littérature, la philosophie, la médecine et mécanique. Le plus vieux manuscrit date du IVe siècle de l'Hégire. Dépendant de la confrérie de la Rahmaniyya, la zaouia rayonnait, depuis le XVIIe siècle, sur l'ensemble de l'Algérie orientale. Toutefois, la zaouïa connaît une désaffection, depuis la création en Algérie d'universités et d'instituts publics délivrant un enseignement islamique.
La ville avec ses différents quartiers, compte au moins 10 mosquées[Combien ?]. La vieille mosquée de Tolga, d'assez grandes dimensions, se distingue par son minaret de forme pyramidale.

### Patrimoine architectural
Tolga compte également des sites très anciens : constructions en matériaux locaux en voie de perdition. Le ksar de Tolga, que les habitants désignent par le terme de dechra, est l'un des plus anciens du Sahara. Des vestiges remontent à l'époque romaine, dont quelques traces archéologiques d'une église paléochrétienne. Le ksar est presque abandonné de nos jours.

## Éducation
Il existe actuellement plusieurs établissements scolaires dont trois lycées.